# فولرتون (پنسیلوانیا)
فولرتون (به انگلیسی: Fullerton) یک منطقهٔ مسکونی در ایالات متحده آمریکا است که در پنسیلوانیا واقع شده‌است. فولرتون ۱۴٬۹۲۵ نفر جمعیت دارد.